# Фољано Редипуља
Фољано Редипуља (итал. Fogliano Redipuglia) је насеље у Италији у округу Горица, региону Фурланија-Јулијска крајина.
Према процени из 2011. у насељу је живело 1715 становника. Насеље се налази на надморској висини од 22 м.

## Становништво
| 1931. | 1936. | 1951. | 1961. | 1971. | 1981. | 1991. | 2001. | 2011. |
| ----- | ----- | ----- | ----- | ----- | ----- | ----- | ----- | ----- |
| 2.208 | 2.364 | 2.719 | 2.705 | 2.630 | 2.742 | 2.735 | 2.706 | 3.052 |